# Yakisoba
La yakisoba (焼きそば? termine composto dai termini  yaki (焼き), letteralmente: frittura al salto, e soba (そば) lett.: spaghetti di grano saraceno) è uno dei piatti tradizionali giapponesi più famosi. In realtà per questi noodle fritti al salto non viene usata la soba ma degli appositi ramen fatti con il grano chiamati chukamen. La yakisoba è simile allo yakiudon, altro piatto giapponese di noodle fritti in cui però viene usato come pasta l'udon, che ha uno spessore sensibilmente maggiore dei chukamen.

## Preparazione
Caratterizzata da una cottura molto veloce, è una pasta lunga fritta al salto nel teppan (una grande piastra riscaldata) o nel wok a fuoco alto. Nelle abitazioni è frequente l'uso di una normale padella. Per tradizione, i cuochi giapponesi di yakisoba portano una fascia (hachimaki) sulla fronte per impedire al sudore di cadere sulla pietanza.
Il termine si riferisce alla soba, noodle giapponesi di grano saraceno, ma per questo piatto si utilizzano dei ramen di grano noti come chukamen, preferibilmente freschi. In alternativa si possono usare normali noodle di grano che possono essere fatti con o senza uovo.
La versione più diffusa è la sōsu yakisoba (yakisoba in salsa), soffriggendo per un paio di minuti le cipolle e aggiungendo la carne prescelta, di solito fettine di pancia di maiale o cosce di pollo. Quando la carne ha cambiato colore si aggiungono sale, pepe e dopo un po' carote tagliate alla julienne, peperone e cavolo tagliato a listelle. Dopo qualche minuto si mettono i germogli di soia e poco dopo la pasta, spruzzando un po' di acqua o Sakè. Si aggiunge infine l'apposita salsa per yakisoba (salsa Otafuku o altre equivalenti), mischiando bene perché si distribuisca in modo omogeneo.
A cottura ultimata si serve nei piatti e si aggiungono polvere di alghe secche aonori e zenzero marinato e tritato beni shoga. Altri ingredienti opzionali di fine cottura sono scagliette di tonnetto striato secco katsuobushi e maionese. Vi sono molte ricette per cucinare la yakisoba che prevedono l'utilizzo di svariati ingredienti come ad esempio fettine di manzo, gamberetti o seppie ecc., che vanno aggiunti durante la cottura.

## Tradizione del piatto
In vendita anche in confezioni nei supermercati giapponesi, la yakisoba è proposta spesso nei ristoranti specializzati dove viene abbinata all'okonomiyaki, un pancake salato fatto con pastella di farina, acqua, foglie di cavolo ed altri ingredienti a piacere. Negli okonomiyaki di alcune cucine regionali, viene anche aggiunta nell'impasto assieme agli altri ingredienti tipici di tale pietanza. Per la velocità con cui si cucina, è un piatto popolare da fare durante i picnic con l'utilizzo di un fornello portatile.
Durante i matsuri, i tradizionali festival dello shintoismo, è uno dei piatti più venduti nelle bancarelle che fanno da contorno alle celebrazioni insieme ai takoyaki (frittatine sferiche di polpo), agli yakitori (spiedini di pollo), agli okonomiyaki, ai taiyaki (piccoli pancake dolci a forma di pesce farciti con anko, marmellata di fagioli azuki) e agli spiedini di seppia (ika).

## Varianti regionali
- Yokote-yakisoba (Akita)
- Ishinomaki-yakisoba (Miyagi)
- Namie-yakisoba (Fukushima)
- Ōta-yakisoba (Gunma)
- Italian-yakisoba (イタリアン?) di Niigata e Nagaoka, nella Prefettura di Niigata)
- Fujinomiya-yakisoba (Shizuoka)
- Italian-yakisoba (イタリアン焼きそば?) di Nagahama, nella Prefettura di Shiga)
- Sobameshi (そばめし?) (Kōbe, nella Prefettura di Hyōgo), piatto in cui sono mischiati yakisoba e yakimeshi, il tipico riso fritto giapponese

## Galleria d'immagini

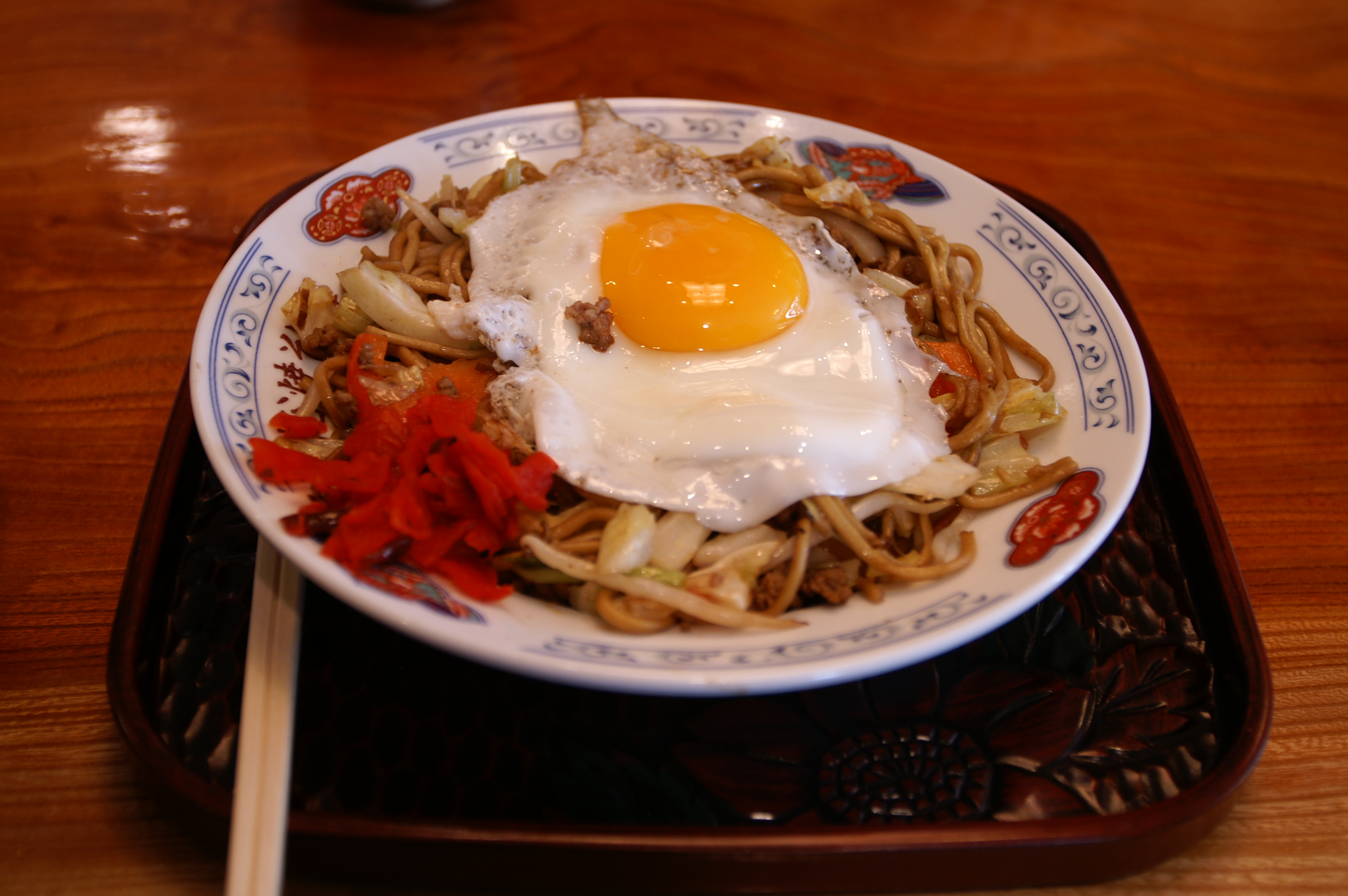
Yokote-yakisoba
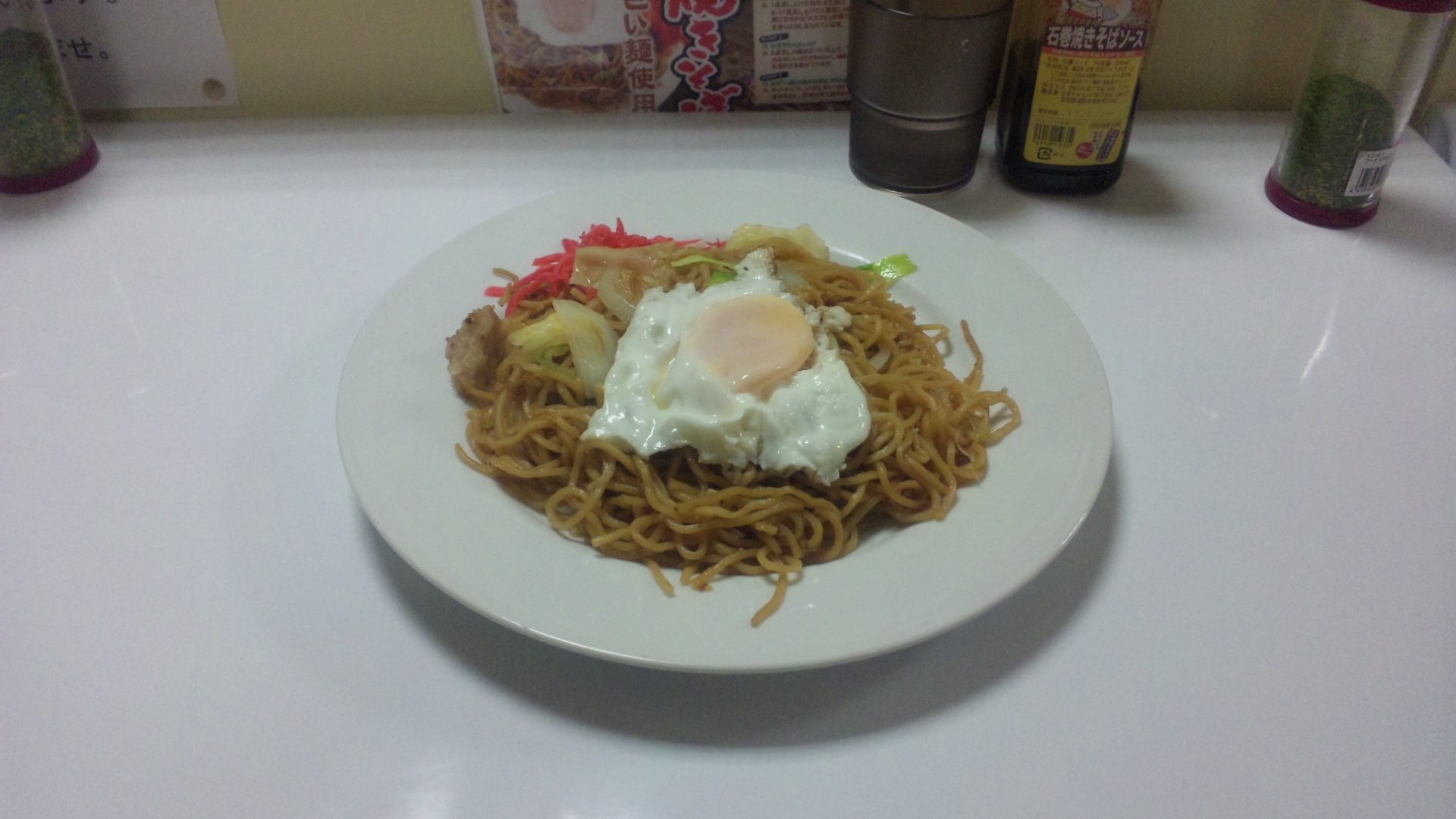
Ishinomaki-yakisoba
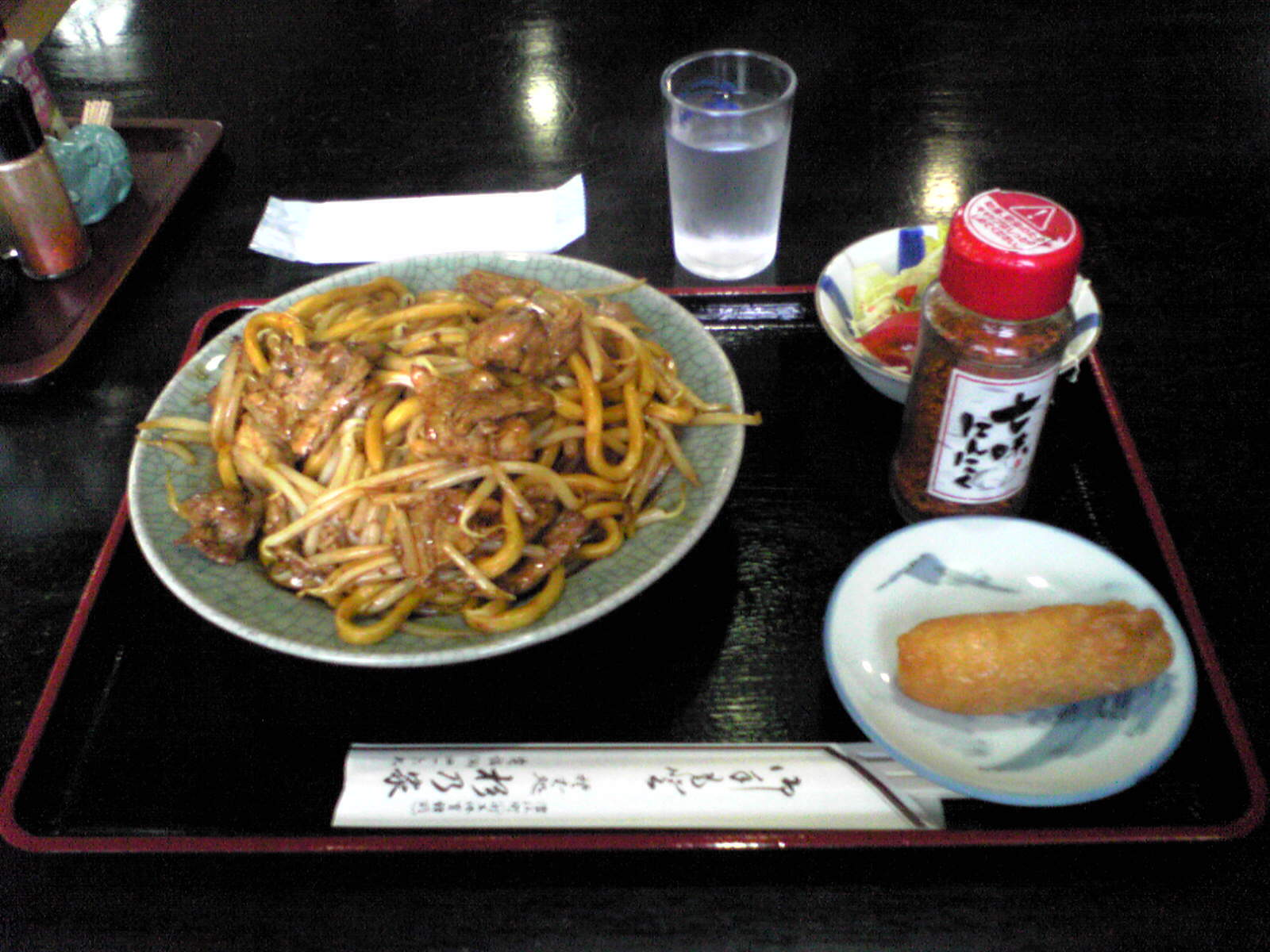
Namie-yakisoba
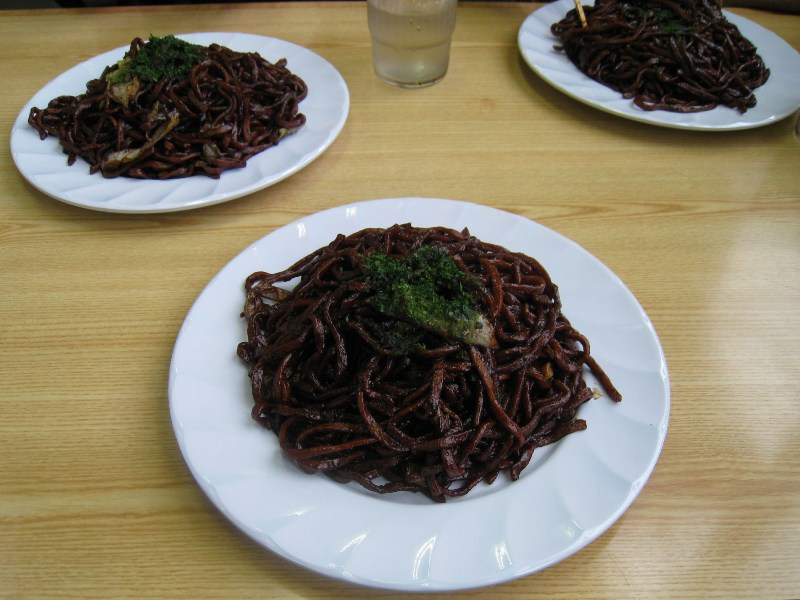
Ōta-yakisoba
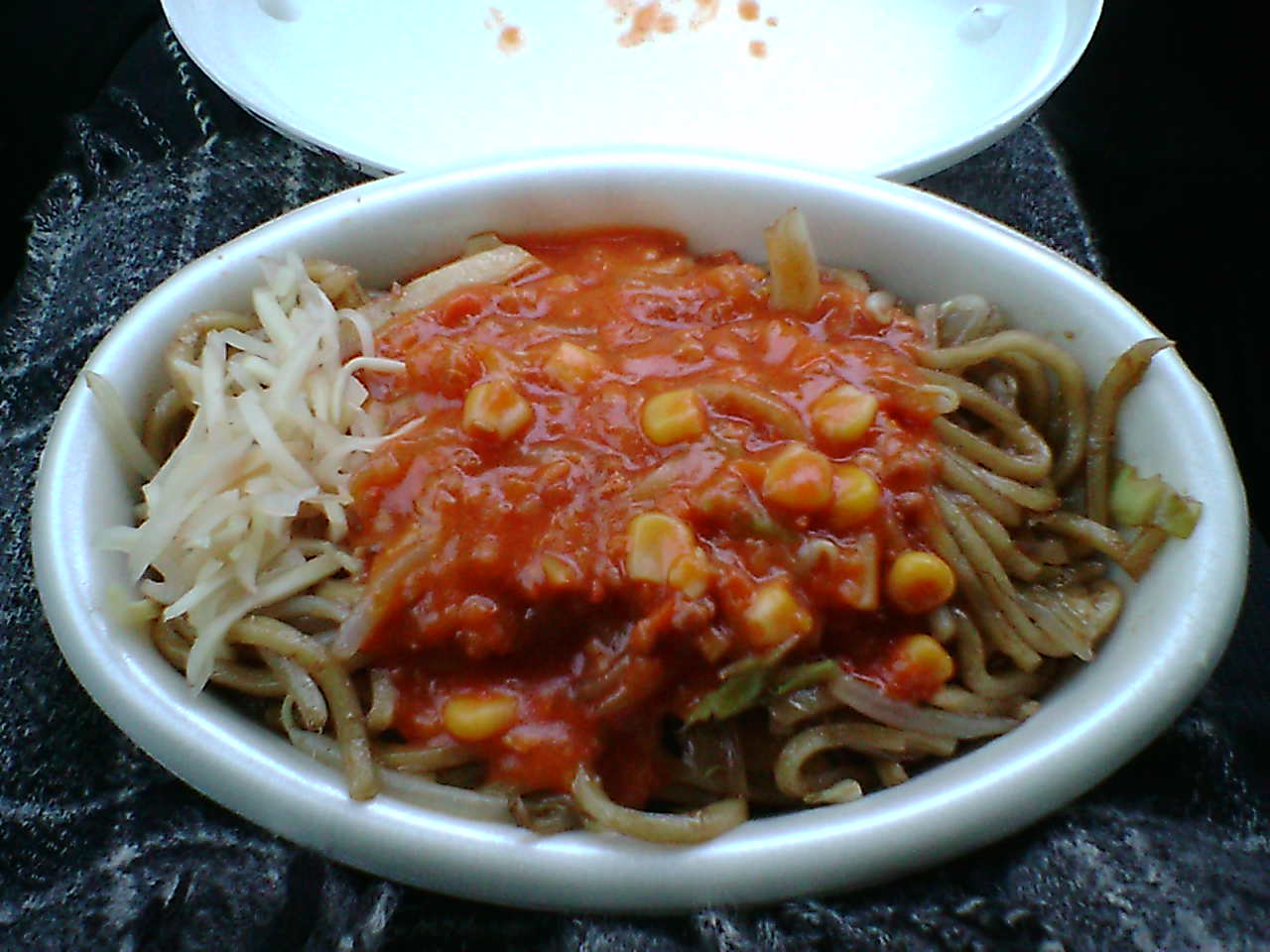
Italian-yakisoba (Niigata)
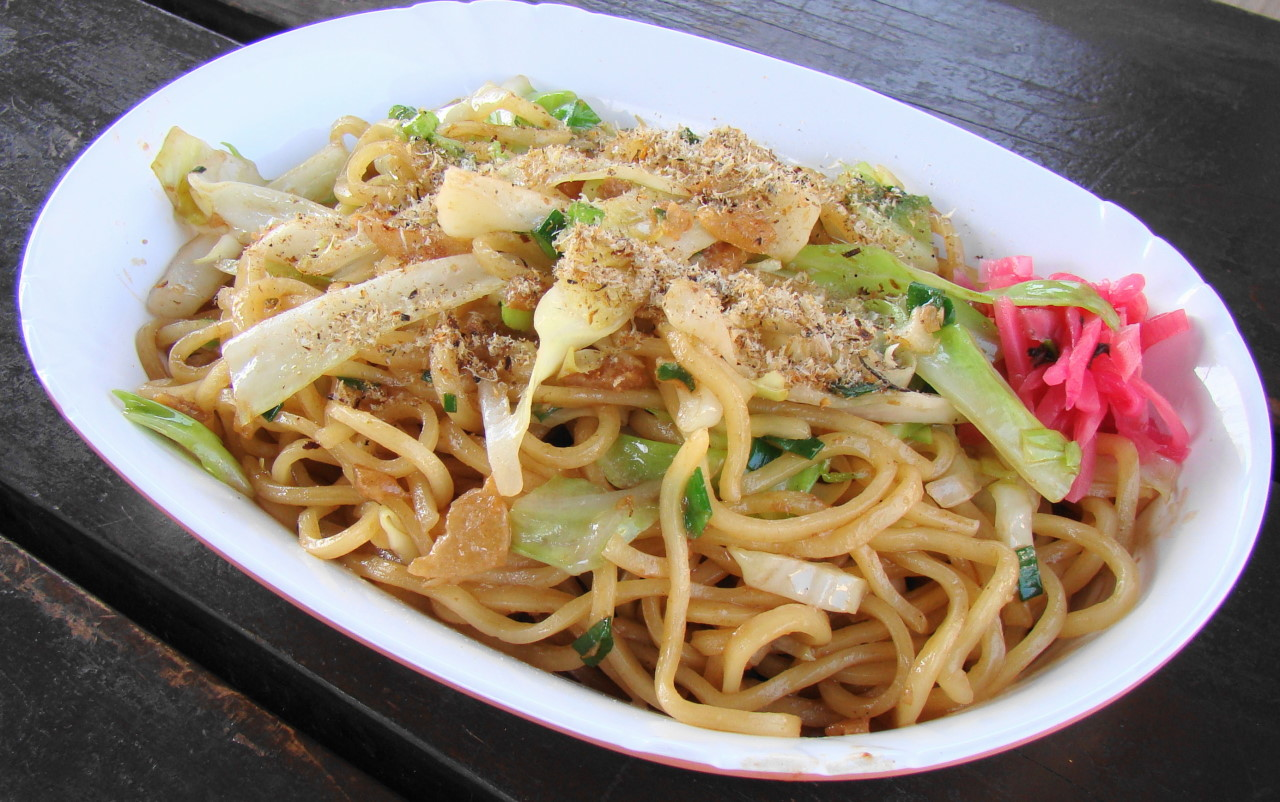
Fujinomiya-Yakisoba
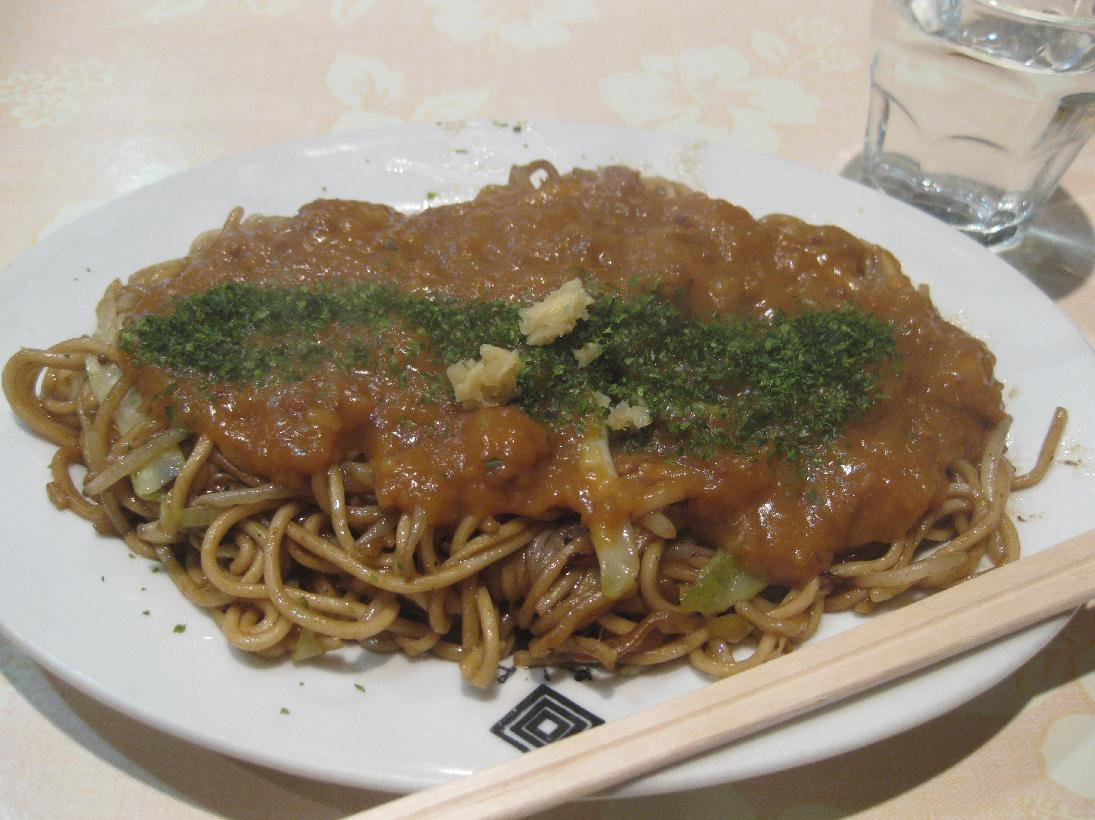
Italian-yakisoba (Shiga)
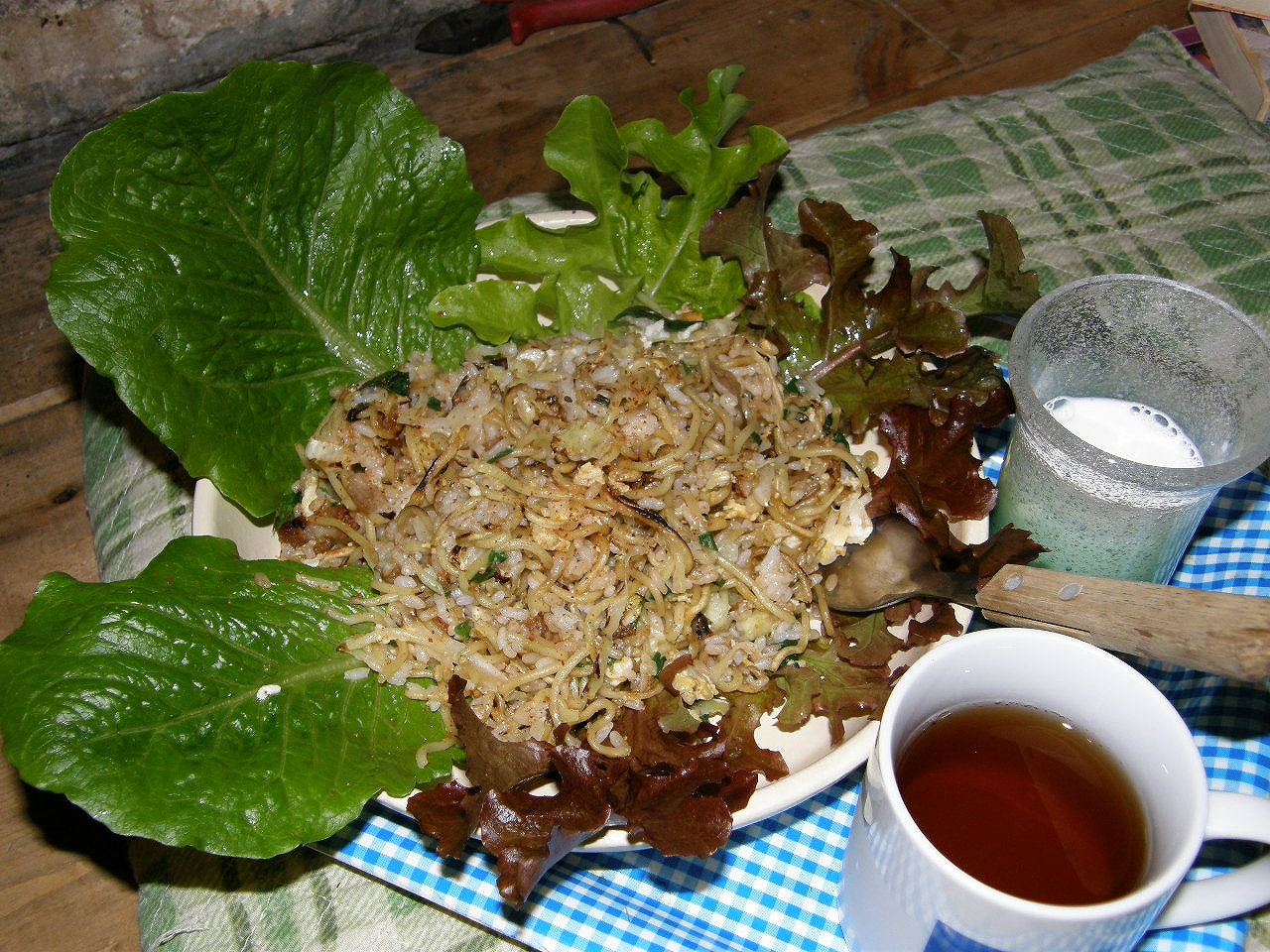
Sobameshi
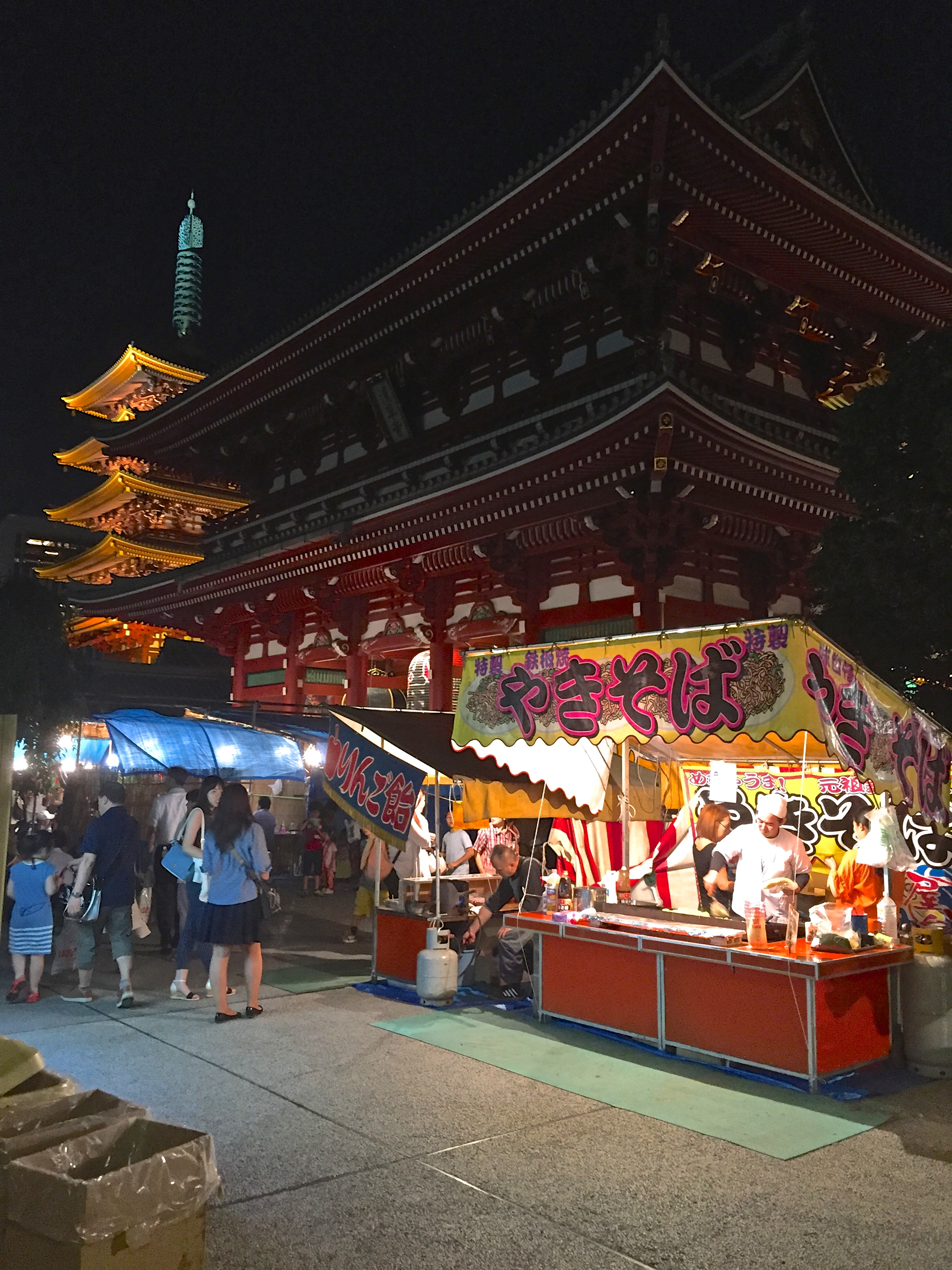